# Servicios Industriales de la Marina
Servicios Industriales de la Marina S.A., más conocido por el acrónimo SIMA, es un astillero naval peruano constituido como empresa estatal de derecho privado, el cual se dedica al mantenimiento, modernización, diseño y construcción de las unidades de la Marina de Guerra del Perú y complementariamente a ejecutar proyectos relacionados con la industria naval y metal mecánica para el sector estatal y privado. Opera de acuerdo a la política del Ministerio de Defensa, de la Comandancia General de la Marina de Guerra del Perú y del Fondo Nacional de Financiamiento de la Actividad Empresarial del Estado (FONAFE). Posee tres Centros de Operación en Callao, Chimbote e Iquitos.

## Historia

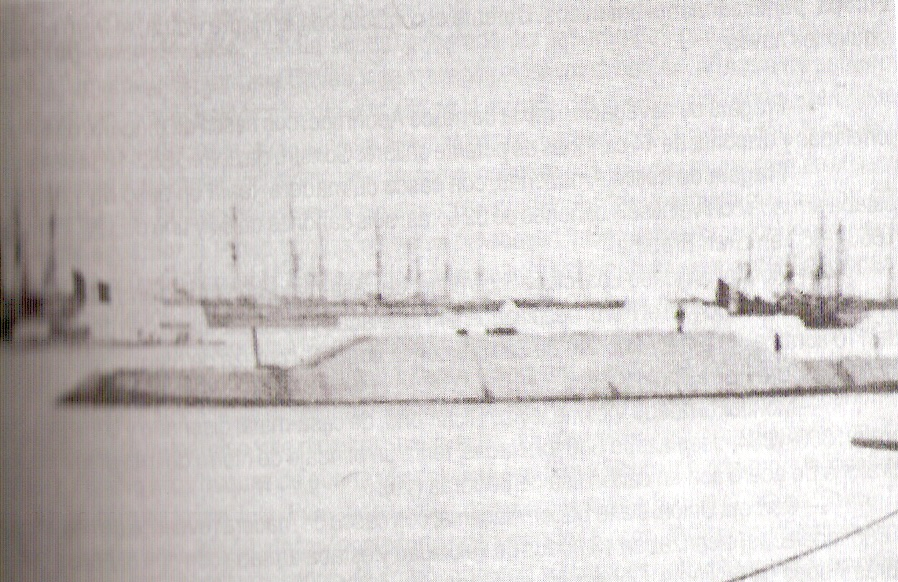
Fotografía del Loa, convertido en monitor blindado durante la guerra contra España; al fondo a la izquierda se puede observar al monitor Victoria.

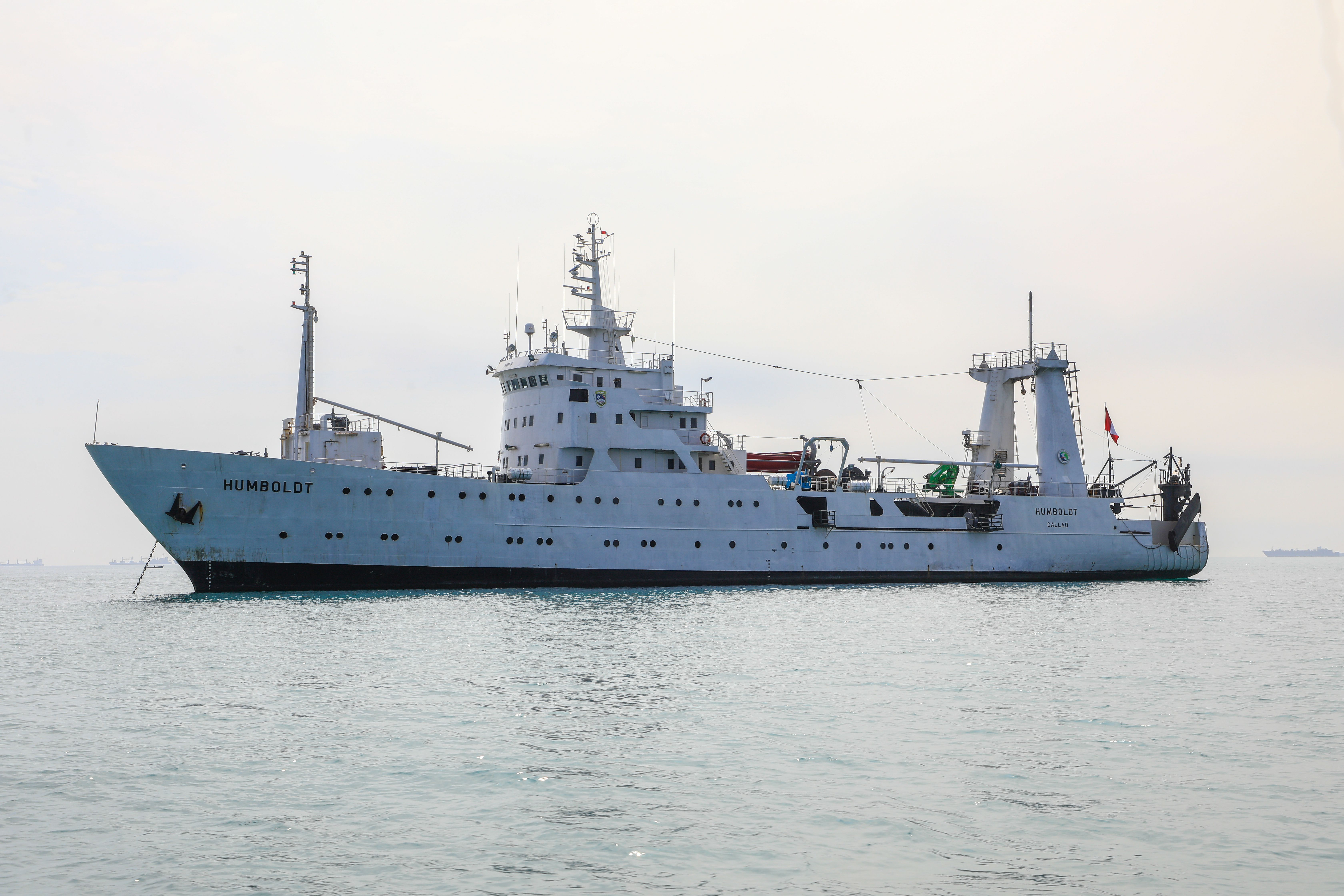
BIC Humboldt, Buque de Investigación Científica construido en 1978, en el SIMA - Callao.

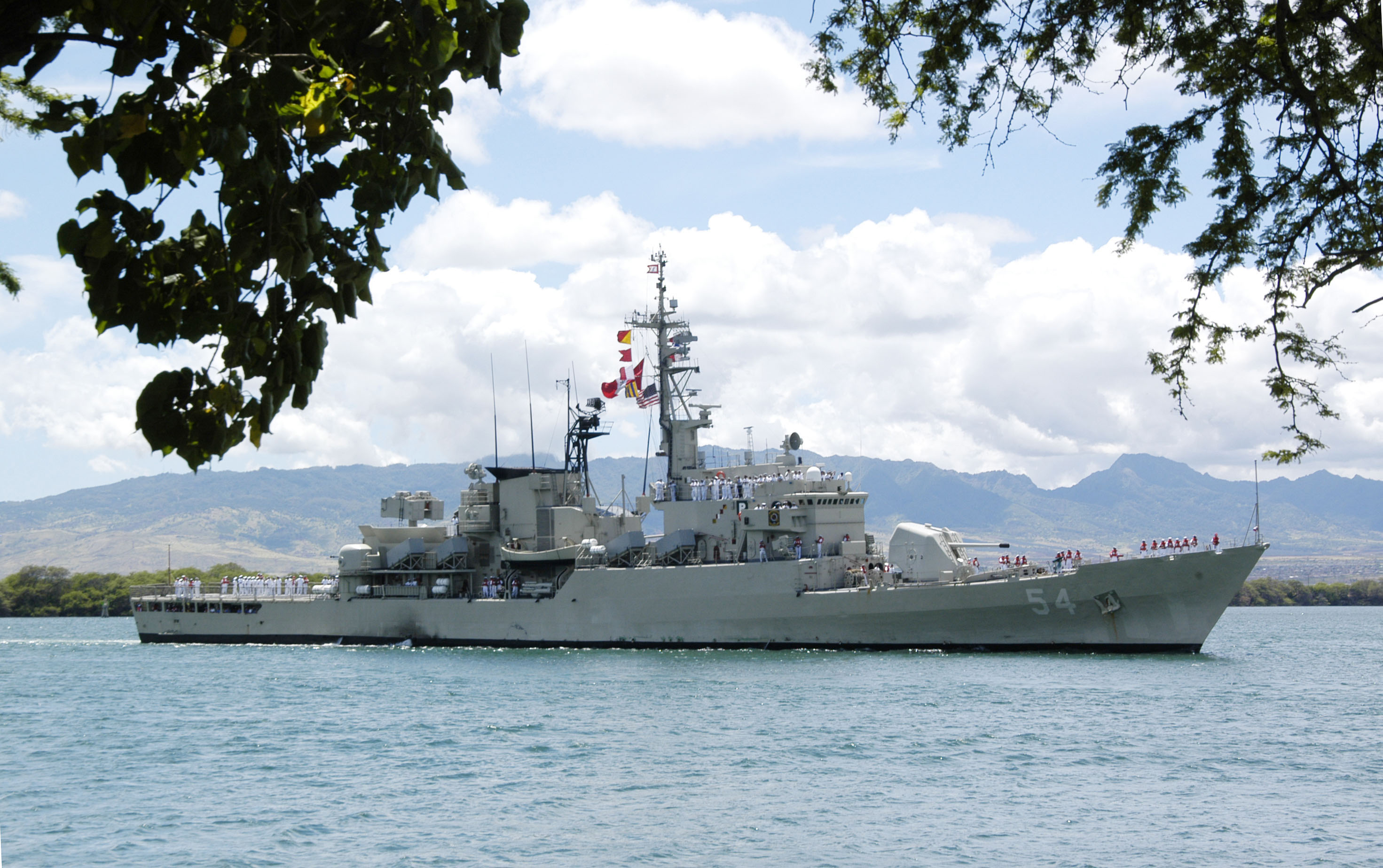
BAP Mariátegui, construido en las instalaciones de SIMA-Callao a inicios de los años 1980.

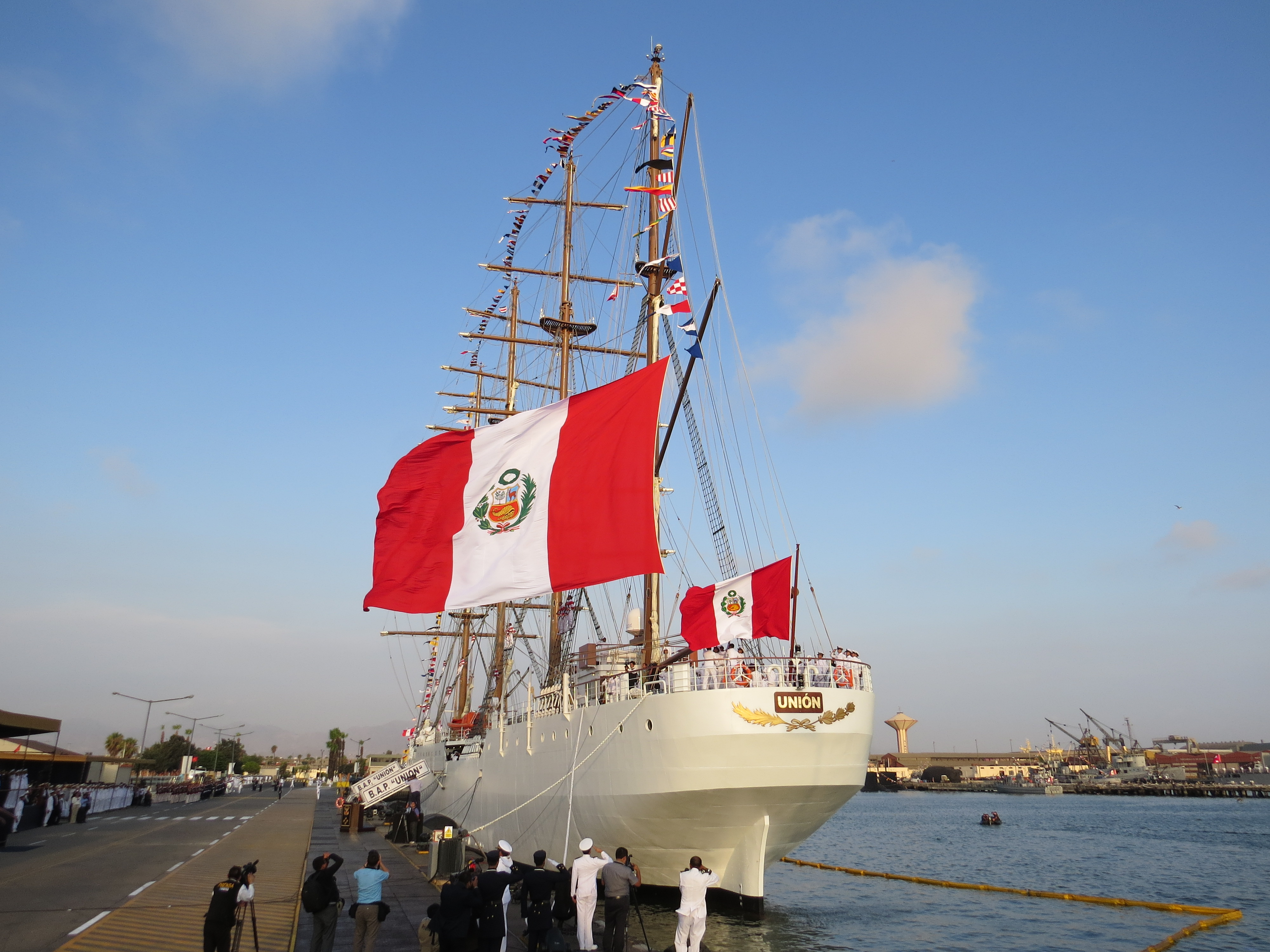
BAP Unión, buque escuela construido en 2014, en el SIMA-Callao.

El 22 de mayo de 1845, durante el gobierno del Mariscal Ramón Castilla y Marquesado, se estableció la Factoría del Estado en el pueblo de Bellavista (hoy distrito) perteneciente a la Provincia Constitucional del Callao, la misma que se convertiría en uno de los principales establecimientos de su género en América del Sur. La decisión de crear esta factoría, después renombrada como Factoría Naval de Bellavista, obedeció a que el Perú, en el año 1844, había iniciado las gestiones para la adquisición del vapor "Rímac", primer buque de guerra a vapor de la Armada Nacional de ese entonces.
A partir de 1861 la factoría pasó íntegramente bajo órdenes de la Armada, disponiéndose la creación de la Superintendencia de la Factoría Naval. Años más tarde se marcó un hito histórico al participar la factoría en la construcción del primer blindado de América del Sur, el "Monitor Victoria" y en la conversión del vapor Loa en un monitor blindado. Ambos buques formaron parte de la escuadra peruana que se enfrentó a la flota española durante el Combate del Callao del 2 de mayo de 1866.
En los primeros año de la década de 1870, la Factoría Naval colaboró intensamente en el ensamblado de los primeros vapores del Lago Titicaca, el "Yavarí" y el "Yapurá", asignados al apostadero naval de ese lago.
Durante la Guerra del Pacífico, que inició en 1879, la Factoría volcó todos sus esfuerzos en la defensa nacional, atendiendo los requerimientos tanto de la Armada como del Ejército Peruano y tuvo sin duda un papel protagónico en la guerra, aunque no se han hecho todavía estudios detallados al respecto. Cuando en 1881 cayó Lima y el Callao en poder de los chilenos, la Factoría sucumbió inevitablemente bajo la labor destructiva de los invasores. Tal fue el arrasamiento que sufrió que actualmente es imposible precisar el lugar exacto donde se elevaba. Rememorando su pasada grandeza, uno de los párrafos de la Memoria del Ministro de Guerra y Marina del año 1881, dice que: 

...La factoría Naval de Bellavista, fundada en 1845, era sin duda el mejor establecimiento militar en el Pacífico. Por la naturaleza de sus labores cooperaba de la manera más eficaz al buen servicio de nuestros buques. Su valor estimado en plata ascendía más o menos a un millón de soles: y a pesar de los esfuerzos que el gobierno ha hecho en el sentido de su conservación, no ha podido ser salvada de los estragos de la guerra. Sus importantes y bien montados talleres, no solamente eran un poderoso auxiliar para la Marina Nacional, sino también un elemento de prosperidad y desarrollo para las industrias mecánicas y agrícolas de la República.

Luego de la guerra, los pocos buques con que contaba la Armada Nacional eran reparados en el dique flotante de la empresa estatal "Compañía Peruana de Vapores y Dique del Callao" hasta el año 1930, año en que se hundió, obligando a la marina nacional a enviar sus buques a astilleros extranjeros. Paralelamente, desde 1924 la marina peruana había creado el Apostadero Naval de San Lorenzo para atender embarcaciones de menor porte. En 1938 se inaugura un dique seco que permitió por fin la atención de buques de alto bordo de la Armada Peruana y de particulares, incorporándose a los activos de la Marina de Guerra del Perú y formando parte del Departamento de Reparaciones Navales del Nuevo Arsenal Naval del Callao. Posteriormente, con la finalidad de impulsar su desarrollo comercial se creó el Departamento Industrial del Arsenal Naval.
Por Decreto Supremo N° 13 del 14 de febrero de 1950, dado por el gobierno del general Manuel A. Odría, se creó la empresa Servicio Industrial de la Marina o SIMA, bajo la administración de la Marina de Guerra del Perú y sobre la base de la infraestructura que tenía el Departamento Industrial del Arsenal Naval del Callao. SIMA asumió la administración del dique seco y sus talleres, con la finalidad de atender a la Armada, a la marina mercante nacional y a entidades privadas, entrando así en la labor de la construcción naval. Para tal efecto se acondicionó el astillero, construyéndose la grada n°1, la sala de gálibos, el taller de construcciones navales y otras secciones más.
Mediante Ley N° 27073 del 25 de marzo de 1999 se dispuso la adscripción de las actividades del SIMA al ámbito del sector defensa, con atención preferente a la Marina de Guerra del Perú y también a clientes particulares a fin de generar utilidades para autofinanciar su propio desarrollo.

## Proyectos importantes

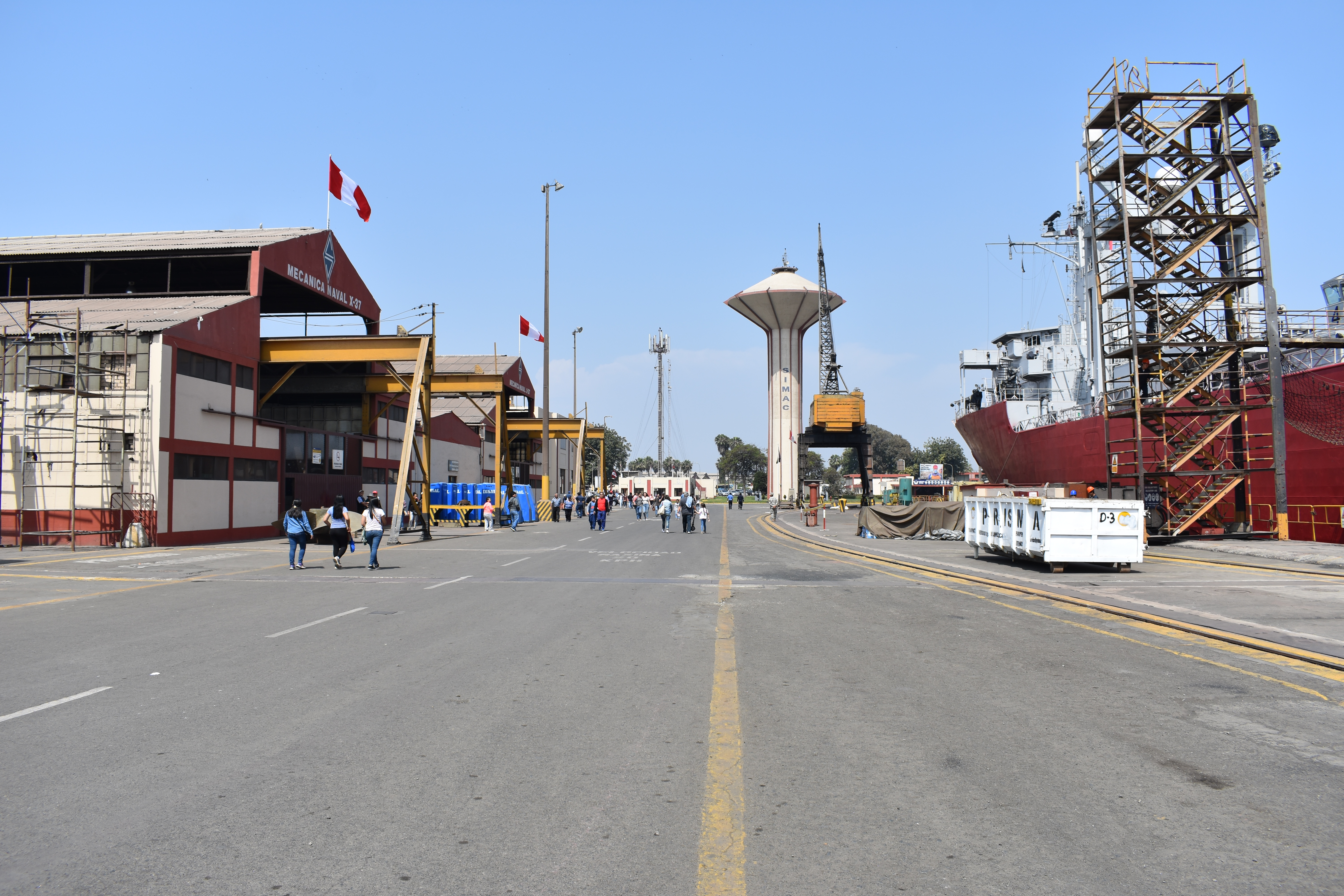
Instalaciones del SIMA sede Callao

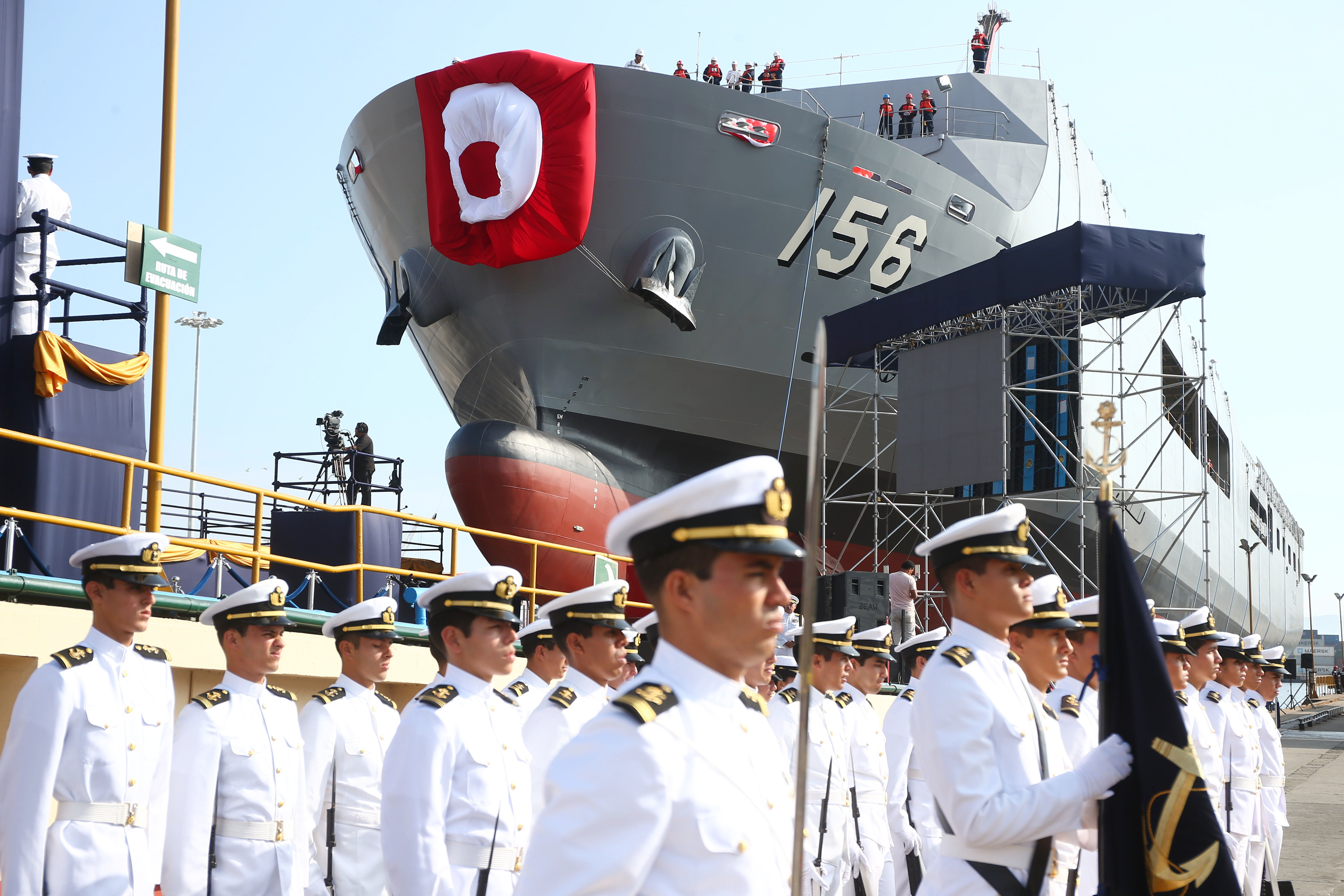
BAP Pisco (AMP-156) botado en 2017

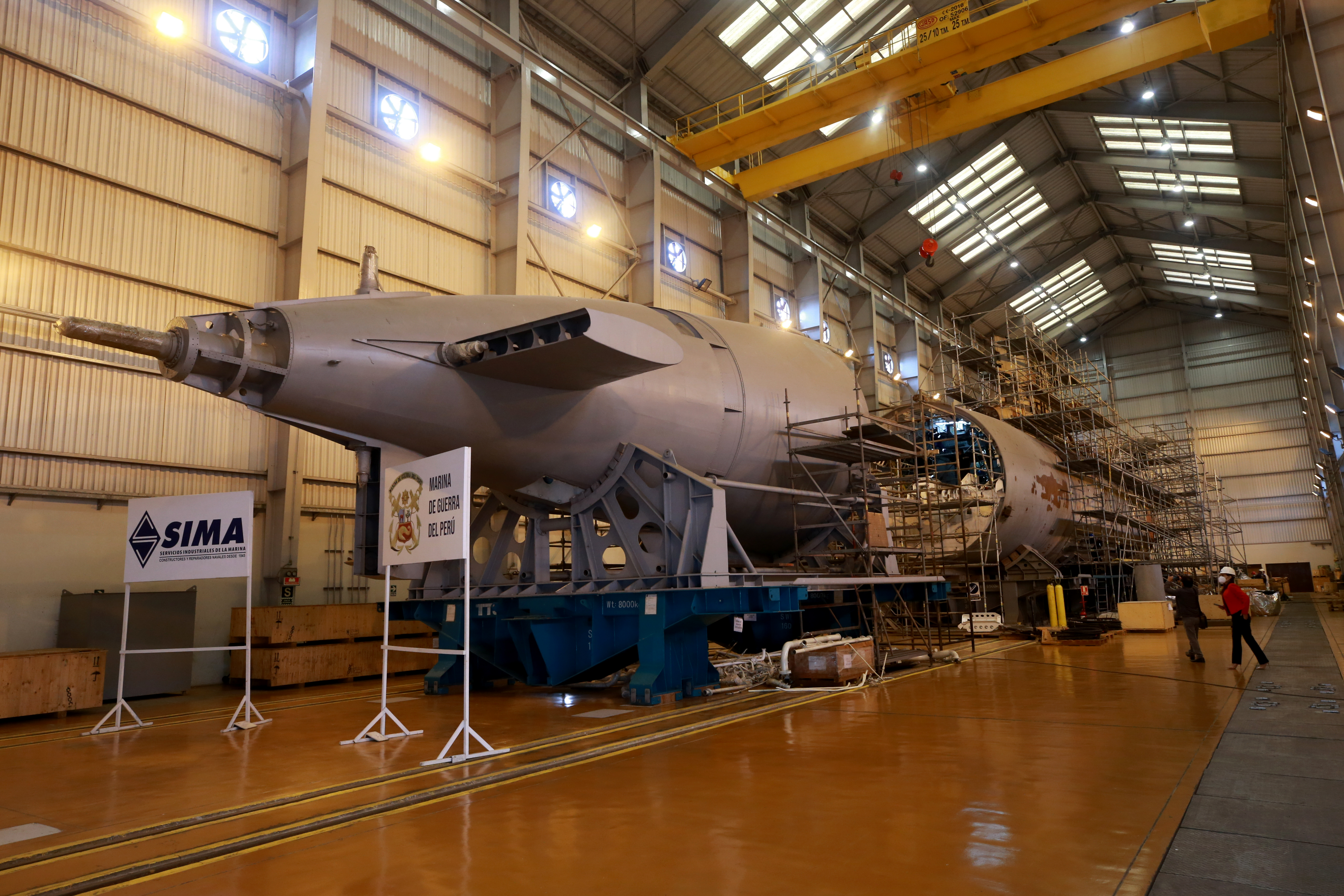
Hangar del SIMA Callao

El Astillero SIMA Perú cuenta con varias décadas trabajando en el rubro de construcción naval, liderando proyectos de gran envergadura. Durante estos años, el SIMA ha construido fragatas misileras, buques petroleros, cargueros, graneleros, multipropósito de investigación científica, remolcadores, patrulleras, lanchas artilladas, de desembarco, de transporte, de pesca, y de servicio turístico; draga, deslizadores, chatas, motochatas, pontones, gánguiles, entre otros.
En 1956 SIMA inició la construcción del tanquero de petróleo BAP Zorritos de 6.000 TPM, primer buque de alto bordo construido en Latinoamérica, el cual fue lanzado el 28 de julio de 1958. Hasta fines de los años 1960, se llegaron a construir cuatro buques de alto bordo, de hasta 12.000 TPM.
En 1970 SIMA pasó a la construcción de buques del máximo porte para empresas navieras, para lo cual amplió y modernizó su astillero. A lo largo de la década se construyeron cinco cargueros y cuatro tanqueros de 25.000 TPM y el buque multipropósito José Pardo, de 27.000 TPM. Se llegó a lanzar una embarcación de alto bordo por año. SIMA se convirtió así en uno de los principales astilleros de la región.
Entre 1982 y 1984, SIMA dio su más importante salto tecnológico: la construcción de dos fragatas misileras clase Lupo para la Marina de Guerra del Perú, con el diseño y materiales suministrados por el astillero italiano Fincantieri. Los trabajos se realizaron en SIMA Callao. Las fragatas fueron bautizadas como BAP Montero y BAP Mariátegui. Fueron los primeros buques de guerra de primera línea construidos en toda la costa occidental de Sudamérica.
Luego de atravesar un periodo de dificultades generada por la crisis económica peruana de finales de los ochenta, las actividades del SIMA retomaron un nuevo impulso a inicios del segundo milenio, desarrollando servicios de construcción de remolcadores, embarcaciones pesqueras y reparaciones navales en general. Sin embargo, su retorno a la senda de los proyectos navales de gran envergadura no se daría sino hasta el año 2012 al anunciarse el inicio de la construcción de un buque escuela a vela para la Marina de Guerra del Perú. Asimismo, el año 2013 se hizo público el anuncio de la construcción de un buque multipropósito de 122 metros de largo, de la case Makassar, destinado también a servir en la armada peruana. Para este proyecto, se contará con la asistencia técnica de la empresa Daewoo International
El 22 de diciembre de 2014, al concretarse la construcción del casco del buque a vela encargado dos años atrás, se produjo la ceremonia de botadura en presencia del Presidente de la República Ollanta Humala Tasso, siendo bautizada la nave como BAP Unión e incorporada a la Marina de Guerra del Perú.

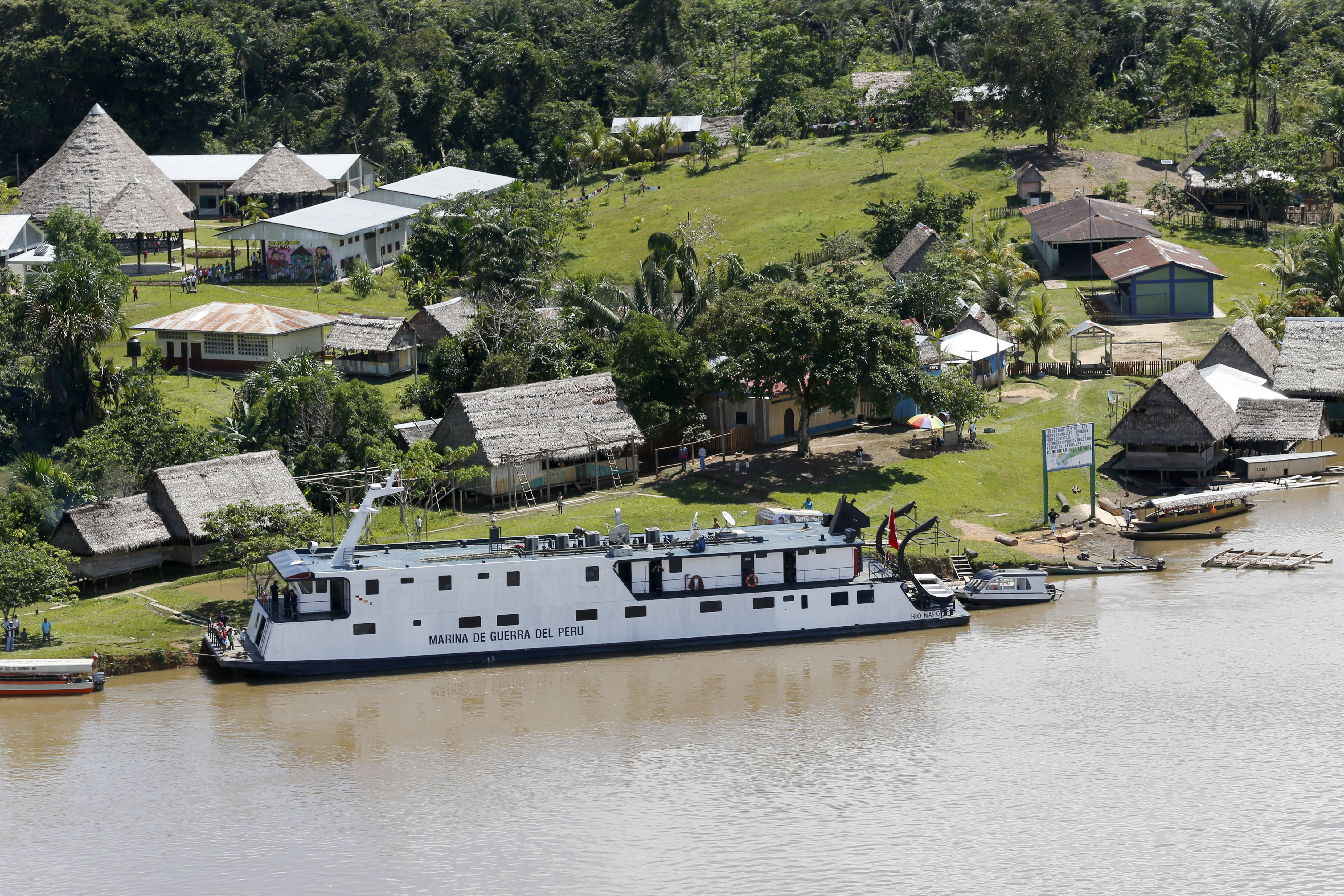
Buque de acción social (PIASS), una de cinco unidades construidas en SIMA-Iquitos

En 2016 fueron concluidas y puestas en servicio las patrulleras marítimas “BAP Río Pativilca (PM-204)” y “BAP Río Cañete (PM-205)”, naves construidas íntegramente en el astillero del SIMA Chimbote, en la modalidad CKD o Complete Knock Down (Kit para ensamblaje), en un convenio de intercambio tecnológico y asesoría con la empresa Coreana STX Offshore and Shipbuilding. Estas unidades cuentan con 55,3 m de eslora, 8,5 m de manga y 22 nudos de velocidad. En 2017 se hizo lo propio con las patrulleras marítimas BAP Río Piura (PM-206) y BAP Río Quilca (PM-207), construidas también en el SIMA Chimbote. Todas estas naves se encuentran asignadas a la Dirección General de Capitanías y Guardacostas. Asimismo, SIMA Perú ha construido 4 PIASS (Plataforma Itinerante de Acción Social con Sostenibilidad) para los ríos del Amazonas, en su Centro de Operación de SIMA Iquitos, las cuales representan un gran logro para el país para integrar las zonas más alejadas de la selva.
En 2017, en el Centro de Operación del Callao se concluyó y fue botado el caso del buque multipropósito BAP Pisco (AMP-156), nave construida en cooperación con la compañía Daesun Shipbuilding & Engineering de Corea del Sur.

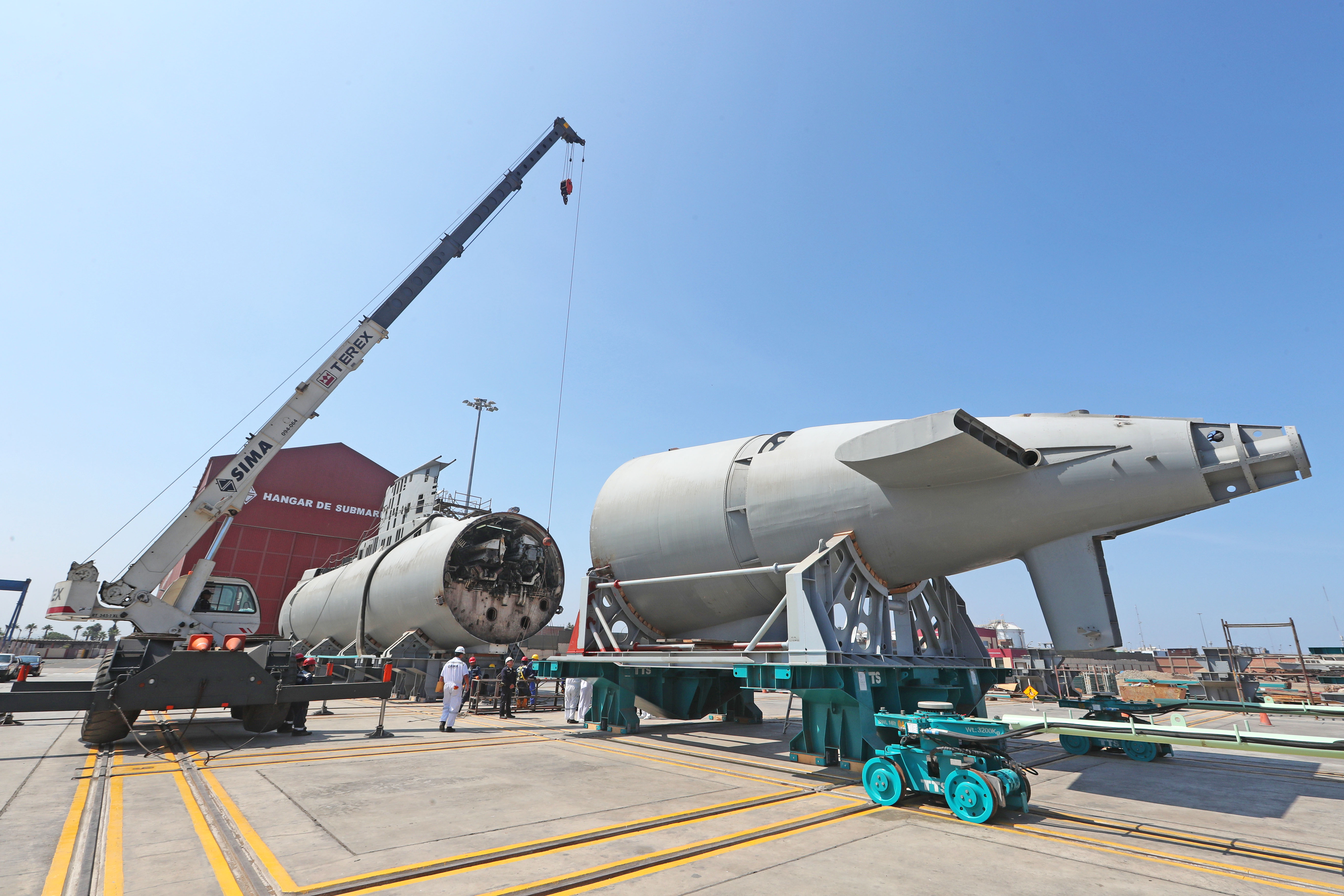
Corte de casco del submarino BAP Chipana en el SIMA-Callao, en 2018

En 2018, se inició en las instalaciones del SIMA Callao un ambicioso programa de modernización de 4 submarinos tipo 209/1200, Los trabajos se hacen con la asistencia técnica y transferencia tecnológica del astillero alemán Thyssenkrupp Marine Systems GmbH, siendo elegido como primer submarino para la modernización el BAP Chipana (SS-34), el cual en mayo de ese año superó la etapa de desmontaje de sistemas y corte del casco del submarino en 2 secciones, este programa ampliara la vida útil de estos submarino en 15 años.

## Metal Mecánica
En el rubro de metalmecánica, cuenta con 46 años de servicio realizando diseños, fabricaciones y ensamblajes de estructuras metal mecánica, orientadas al sector industrial. Hasta el momento han construido 280 puentes de acero de diferentes tipos y ubicados en todo el país: colgantes, de arco atirantado, vigas de alma llena, reticulados, entre otros; tales como el puente Pachitea, una estructura de 356 m de longitud que conectará la selva y beneficiará directamente al aislado distrito de Puerto Inca; así como el Puente Puerto Ocopa (163 m) recientemente entregado al Gobierno Regional de Junín, en un proyecto que une la vía Mazamari-Puerto Ocopa-Atalaya, atravesando el río Perené.
De igual manera han construido tanques de almacenamiento, estructuras metálicas para obras de ingeniería civil, de uso industrial y centrales hidroeléctricas.
A ello se le suma la fabricación de 116 Huaros, un medio de transporte tipo teleférico que cuenta con certificaciones de seguridad y calidad bajo estándares europeos, los cuales son instalados en zonas cercanas a ríos y centros poblados alejados del interior.

## Centros de operación

### SIMA Callao

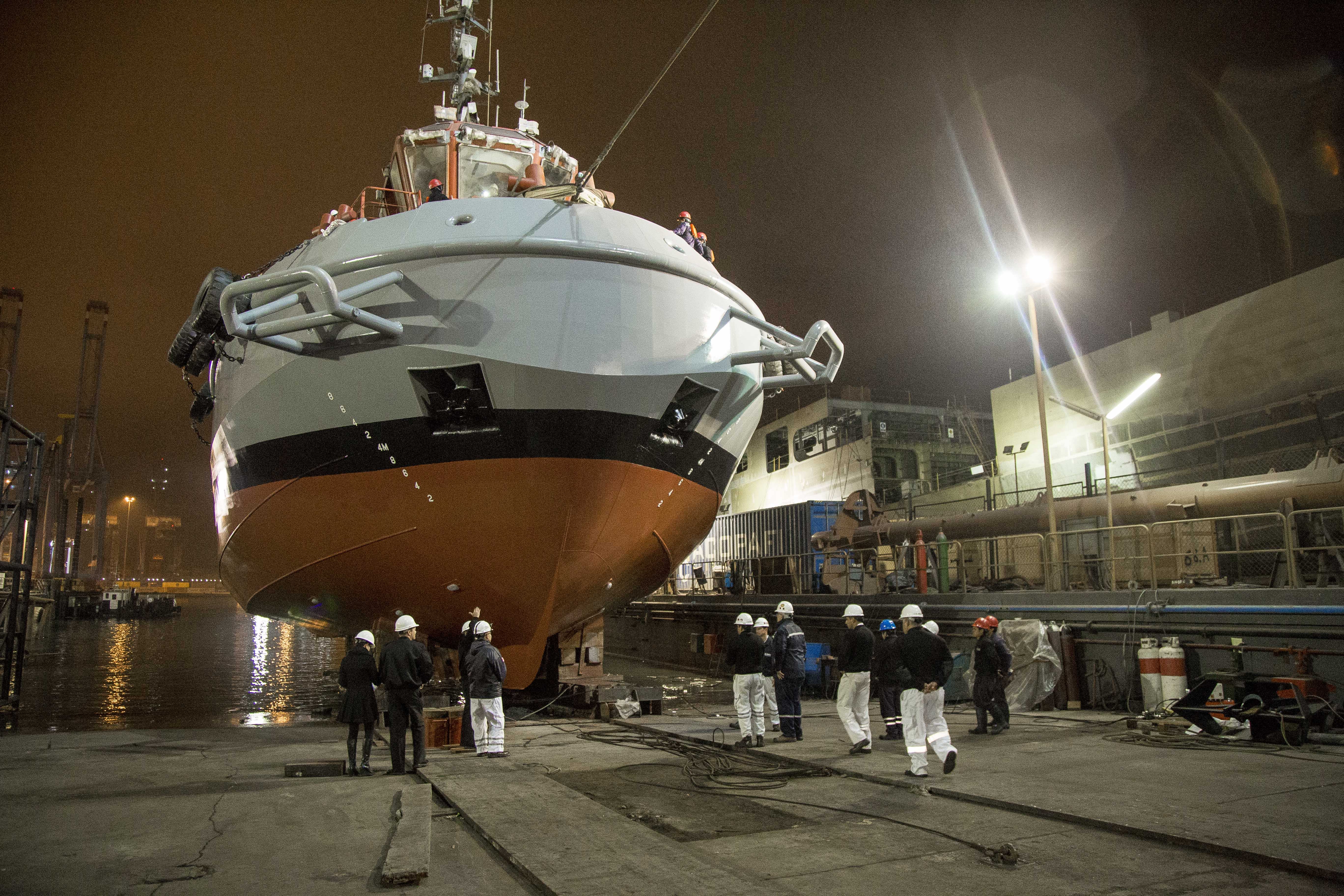
Remolcador Auxiliar de Salvamento (RAS) B.A.P. Morales. Diseñado y construido en el SIMA Callao

El SIMA Callao es el principal centro de operación, ubicado dentro del perímetro del Puerto del Callao. Es el único en todo el país con capacidad para atender embarcaciones de alto y bajo bordo, así como a las unidades de la Marina de Guerra del Perú. Sus instalaciones tienen un área de 300,000 m², sobre la cual existen diques y gradas de gran tamaño donde se desarrollan proyectos de construcción de hasta 50,000 TPM, y reparaciones de todo tipo de embarcaciones de hasta 25,000 TPM, igualmente talleres debidamente equipados para las actividades de metal mecánica y un centro especializado en sistemas de armas y electrónica.

### SIMA Iquitos

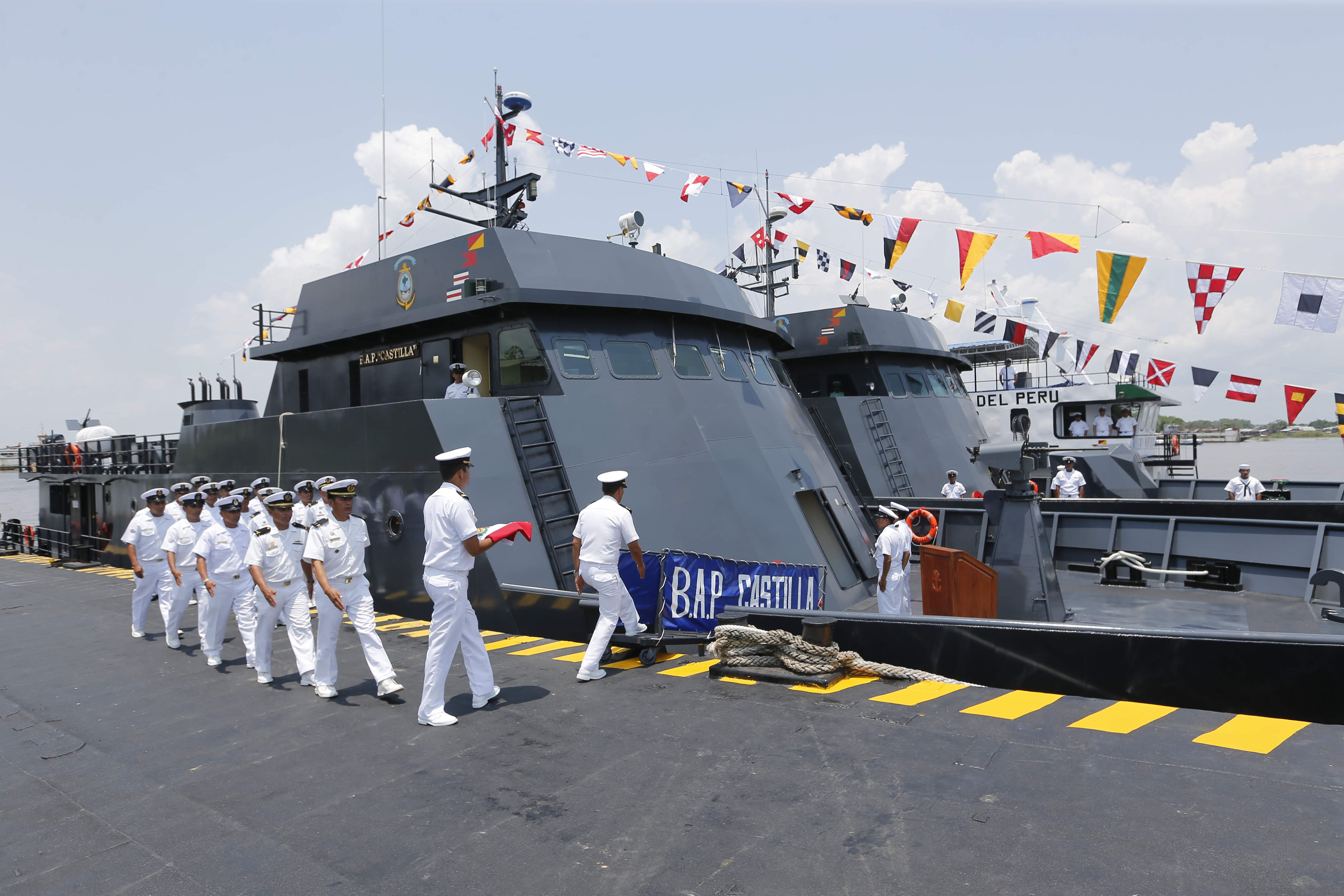
Ceremonia de entrega de las cañoneras fluviales en el SIMA-Iquitos, en 2013

El 1 de agosto de 1972 el Servicio Industrial de Iquitos (SIDI) pasó a formar parte de la empresa SIMA con el nombre de Servicio Industrial de la Marina de Iquitos. Con esta fusión, SIMA incursionó con éxito en la construcción de barcazas cisternas, empujadores fluviales y otros tipos de embarcaciones utilizadas en la industria petrolera.

### SIMA Chimbote

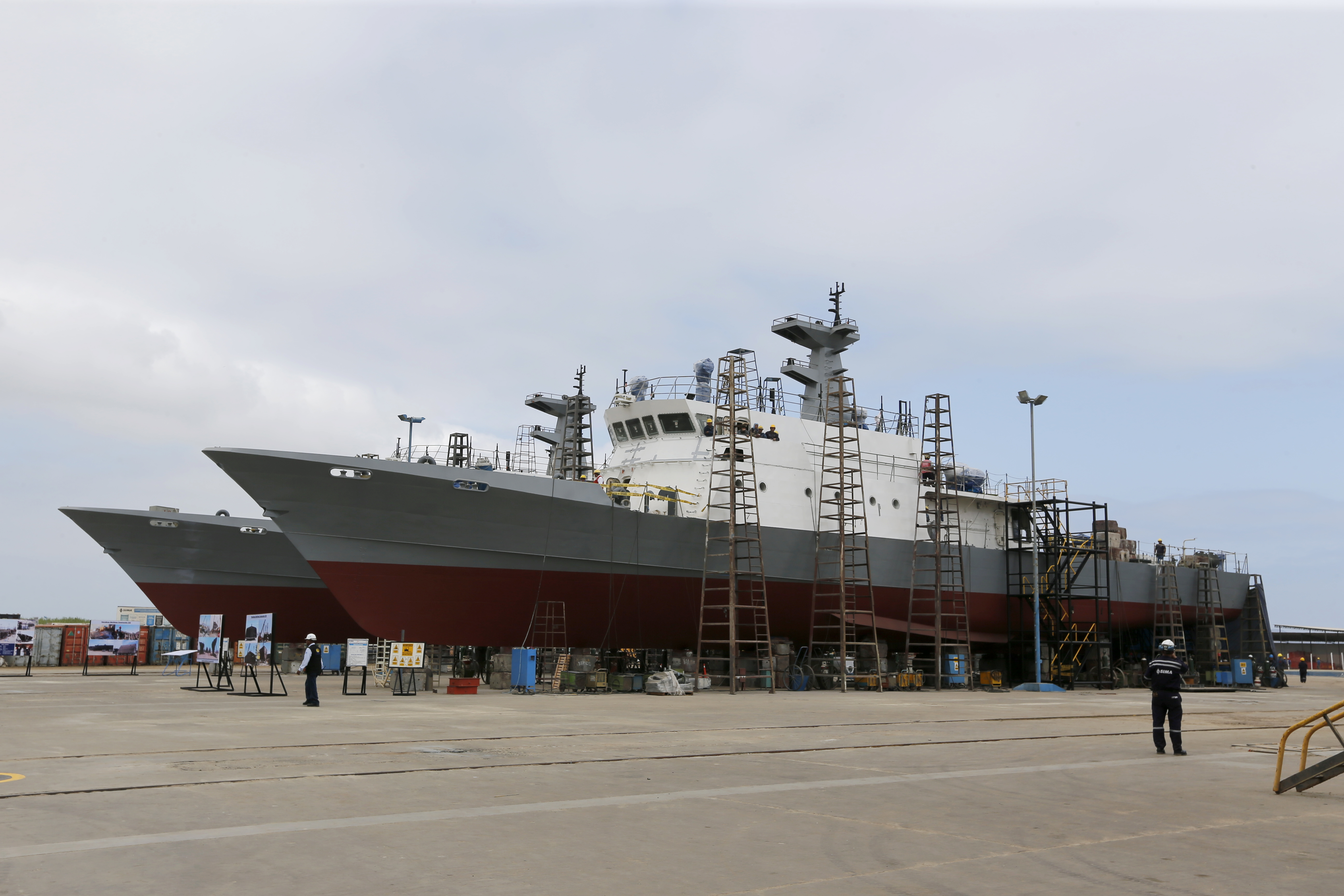
Una de las primeras duplas de patrulleras Clase PGCP-50 construidas en el SIMA-Chimbote, en 2015

El 1 de marzo de 1975 se inició la construcción del complejo calderero estructural de Chimbote y se creó el Centro de Operación Nº 3 SIMA para el desarrollo de la industria metal mecánica. Así surgió SIMA Chimbote. En 1977 el astillero PICSA de propiedad del Grupo Banchero fue transferido a SIMA Chimbote y se especializó en embarcaciones pesqueras de hasta 900 T.

## Principales naves construidas
- 1960, BAP Zorritos
- 1978, BIC Humboldt
- 1982, BAP Montero (FM-53)
- 1984, BAP Mariátegui (FM-54)
- 2014, BAP Unión (BEV-161)
- 2017, BAP Pisco (AMP-156)
- 2022, BAP Paita (AMP-157)